# ليندساي شو
ليندساي ماري شو (بالإنجليزية: Lindsey Marie Shaw)‏ (ولدت في لينكون، نبراسكا في 10 مايو 1989) هي ممثلة أمريكية، عرفت بشكل أفضل كجنيفر موسلي في برنامج كوميديا المواقف التابع لقناة نيكولوديون ناد'ز ديكلاسفيد سكول سرفيفال غادي، وككليز في مسلسل ألينسز إن أمريكا.

## الحياة الشخصية
ولدت ليندساي في لينكون، نبراسكا، ولسنوات عديدة، تنقلت هي ووالدتها بين لينكون وأوماها؛ بشكل أساسي لأن وكيلها كان هناك. في عام 1998 أصبحت ليندساي عميلة لكانزاس سيتي، ميزوري لصالح آي آند آي أغنسي، ولذلك، أصبحت متنقلة بين لينكون وكانزاس سيتي مرتين في الشهر؛ لأداء إعلانات تجارية مطبوعة. في عام 2002، انتقلت مع والدتها إلى سان ماتيو، كاليفورنيا.